# شيغه-رو هوري
شيغه-رو هوري (بالكانا:ほり　しげる) هو سياسي ياباني، ولد في 20 ديسمبر 1901 في اليابان، وتوفي بنفس المكان في 4 مارس 1979. حزبياً، نشط في الحزب الليبرالي الديمقراطي الياباني. انتخب أمين مجلس الوزراء الياباني (26 ديسمبر 1951 – 30 أكتوبر 1952) وانتخب Minister of Construction ‏ (25 نوفمبر 1967 – 30 نوفمبر 1968).

## روابط خارجية
- شيغه-رو هوري على موقع مونزينجر (الألمانية)